# Кепилна (комуна)
Кепилна (рум. Căpâlna) — комуна у повіті Біхор в Румунії. До складу комуни входять такі села (дані про населення за 2002 рік):
- Джинта (361 особа)
- Кепилна (461 особа) — адміністративний центр комуни
- Рохань (162 особи)
- Селдебаджу-Мік (541 особа)
- Суплаку-де-Тінка (479 осіб)

Комуна розташована на відстані 402 км на північний захід від Бухареста, 39 км на південь від Ораді, 113 км на захід від Клуж-Напоки, 127 км на північний схід від Тімішоари.

## Населення
За даними перепису населення 2002 року у комуні проживали 2004 особи.
Національний склад населення комуни:
| Національність | Кількість осіб | Відсоток |
| -------------- | -------------- | -------- |
| румуни         | 1625           | 81,1%    |
| угорці         | 301            | 15,0%    |
| цигани         | 76             | 3,8%     |
| чехи           | 1              | < 0,1%   |
| італійці       | 1              | < 0,1%   |

Рідною мовою назвали:
| Мова      | Кількість осіб | Відсоток |
| --------- | -------------- | -------- |
| румунська | 1685           | 84,1%    |
| угорська  | 301            | 15,0%    |
| циганська | 18             | 0,9%     |

Склад населення комуни за віросповіданням:
| Релігія                                       | Кількість осіб | Відсоток |
| --------------------------------------------- | -------------- | -------- |
| православні                                   | 1585           | 79,1%    |
| реформати                                     | 257            | 12,8%    |
| баптисти                                      | 84             | 4,2%     |
| п'ятдесятники                                 | 41             | 2,0%     |
| римо-католики                                 | 19             | 0,9%     |
| греко-католики                                | 11             | 0,5%     |
| унітарії                                      | 2              | 0,1%     |
| лютерани (Синодально-пресвітеріанська церква) | 2              | 0,1%     |
| не релігійні                                  | 2              | 0,1%     |
| атеїсти                                       | 1              | < 0,1%   |